# European Challenge Cup 1997-98
La European Challenge Cup 1997-98 fue la 2.ª edición de la competición europea de rugby profesional.

## Modo de disputa
El número de equipos participantes es de 32, divididos en 8 grupos con 4 equipos por grupo. Los equipos disputarán una liguilla en un formato de ida y vuelta de todos contra todos al finalizar de los ganadores de cada grupo pasarán de ronda. Tras las 6 jornadas correspondientes a esta primera fase, se desarrollan los cuartos de final y semifinales, a un solo partido, y la final.

### Sistema de puntuación
Los seis participantes se agrupan en una tabla general teniendo en cuenta los resultados de los partidos mediante un sistema de puntuación, la cual se reparte:
- 2 puntos por victoria.
- 1 puntos por empate.
- 0 puntos por derrota.

## Fase de grupos
|  | Ganador de cada grupo, pasa a cuartos de final. |

### Grupo 1
| Team        | J | G | E | P | TF | TC | DT  | PF  | PC  | Dif  | Pts |
| ----------- | - | - | - | - | -- | -- | --- | --- | --- | ---- | --- |
| Agen        | 6 | 6 | 0 | 0 | 27 | 12 | +15 | 219 | 105 | +114 | 12  |
| Bristol     | 6 | 2 | 0 | 4 | 16 | 22 | -6  | 115 | 180 | -65  | 4   |
| Ebbw Vale   | 6 | 2 | 0 | 4 | 12 | 17 | -5  | 117 | 155 | -38  | 4   |
| La Rochelle | 6 | 2 | 0 | 4 | 11 | 15 | -4  | 128 | 139 | -11  | 4   |

### Grupo 2
| Team           | J | G | E | P | TF | TC | DT  | PF  | PC  | Dif  | Pts |
| -------------- | - | - | - | - | -- | -- | --- | --- | --- | ---- | --- |
| AS Montferrand | 6 | 5 | 0 | 1 | 28 | 11 | +17 | 203 | 120 | +83  | 10  |
| Newport        | 6 | 3 | 0 | 3 | 20 | 27 | -7  | 172 | 192 | -20  | 6   |
| Sale Sharks    | 6 | 3 | 0 | 3 | 18 | 13 | 5   | 163 | 117 | +46  | 6   |
| Montpellier    | 6 | 1 | 0 | 5 | 12 | 27 | -15 | 90  | 199 | -109 | 2   |

### Grupo 3
| Team            | J | G | E | P | TF | TC | DT  | PF  | PC  | Dif  | Pts |
| --------------- | - | - | - | - | -- | -- | --- | --- | --- | ---- | --- |
| Stade Français  | 6 | 5 | 0 | 1 | 48 | 18 | +30 | 337 | 131 | +206 | 10  |
| London Irish    | 6 | 4 | 0 | 2 | 18 | 14 | 4   | 169 | 133 | +36  | 8   |
| Dax             | 6 | 3 | 0 | 3 | 14 | 20 | -6  | 139 | 180 | -41  | 6   |
| Farul Constanţa | 6 | 0 | 0 | 6 | 10 | 38 | -28 | 94  | 295 | -201 | 0   |

### Grupo 4
| Team               | J | G | E | P | TF | TC | DT | PF  | PC  | Dif | Pts |
| ------------------ | - | - | - | - | -- | -- | -- | --- | --- | --- | --- |
| Connacht           | 6 | 5 | 0 | 1 | 11 | 13 | -2 | 144 | 97  | +47 | 10  |
| Northampton Saints | 6 | 3 | 0 | 3 | 17 | 13 | +4 | 161 | 116 | +45 | 6   |
| Bordeaux-Begles    | 6 | 3 | 0 | 3 | 10 | 6  | +4 | 112 | 110 | +2  | 6   |
| Nice               | 6 | 1 | 0 | 5 | 14 | 20 | -6 | 94  | 188 | -94 | 2   |

### Grupo 5
| Team         | J | G | E | P | TF | TC | DT  | PF  | PC  | Dif  | Pts |
| ------------ | - | - | - | - | -- | -- | --- | --- | --- | ---- | --- |
| US Colomiers | 6 | 6 | 0 | 0 | 40 | 13 | +27 | 290 | 121 | +169 | 12  |
| Richmond     | 6 | 4 | 0 | 2 | 28 | 15 | +13 | 196 | 133 | +63  | 8   |
| Bridgend RFC | 6 | 2 | 0 | 4 | 12 | 37 | -25 | 130 | 259 | -129 | 4   |
| Grenoble     | 6 | 0 | 0 | 6 | 9  | 24 | -15 | 112 | 215 | -103 | 0   |

### Grupo 6
| Team           | J | G | E | P | TF | TC | DT  | PF  | PC  | Dif  | Pts |
| -------------- | - | - | - | - | -- | -- | --- | --- | --- | ---- | --- |
| Gloucester     | 6 | 5 | 0 | 1 | 19 | 12 | +7  | 170 | 101 | +69  | 10  |
| Toulon         | 6 | 3 | 1 | 2 | 12 | 7  | +5  | 136 | 104 | +32  | 7   |
| Béziers        | 6 | 2 | 1 | 3 | 18 | 14 | +4  | 150 | 147 | +3   | 5   |
| Petrarca Rugby | 6 | 0 | 2 | 4 | 13 | 29 | -16 | 108 | 212 | -104 | 2   |

### Grupo 7
| Team               | J | G | E | P | TF | TC | DT  | PF  | PC  | Dif  | Pts |
| ------------------ | - | - | - | - | -- | -- | --- | --- | --- | ---- | --- |
| Newcastle Falcons  | 6 | 5 | 0 | 1 | 36 | 8  | +28 | 264 | 98  | +166 | 10  |
| Biarritz Olympique | 6 | 3 | 0 | 3 | 10 | 17 | -7  | 123 | 153 | -30  | 6   |
| Perpignan          | 6 | 2 | 0 | 4 | 12 | 13 | -1  | 98  | 138 | -40  | 4   |
| Edinburgh          | 6 | 2 | 0 | 4 | 9  | 29 | -20 | 109 | 205 | -96  | 4   |

### Grupo 8
| Team              | J | G | E | P | TF | TC | DT  | PF  | PC  | Dif  | Pts |
| ----------------- | - | - | - | - | -- | -- | --- | --- | --- | ---- | --- |
| Castres Olympique | 6 | 5 | 0 | 1 | 26 | 10 | +16 | 206 | 97  | +109 | 10  |
| Saracens          | 6 | 5 | 0 | 1 | 23 | 13 | 10  | 197 | 128 | +69  | 10  |
| Narbonne          | 6 | 2 | 0 | 4 | 19 | 14 | +5  | 168 | 138 | +30  | 4   |
| Neath             | 6 | 0 | 0 | 6 | 10 | 41 | -31 | 93  | 301 | -208 | 0   |

## Fase final
Los cinco ganadores de grupo, más los tres mejores segundos clasifican para los cuartos de final. Los ocho equipos son clasificados según el orden descendente de los puntos obtenidos en la tabla para los cuartos de final: Los cuatro con más puntuación jugarán como locales en los cuartos de final.

#### Cuartos de final
| 8 de noviembre de 1997 | Stade Français | 53 - 22 | Gloucester Rugby |  |  |

| 8 de noviembre de 1997 | Sporting Union Agen | 40 - 27 | Connacht Rugby |  |  |

| 9 de noviembre de 1997 | US Colomiers | 23 - 13 | AS Montferrand |  |  |

| 9 de noviembre de 1997 | Newcastle Falcons | 44 - 0 | Castres Olympique |  |  |

#### Semifinales
| 20 de diciembre de 1997 | Sporting Union Agen | 12 - 9 | Newcastle Falcons |  |  |

| 20 de diciembre de 1997 | US Colomiers | 19 - 13 | Stade Français |  |  |

#### Final
| 2 de febrero de 1998 | US Colomiers | 43 - 5 | Sporting Union Agen | Stade Ernest-Wallon, Toulouse   |  |
|                      |              |        |                     | Asistencia: 12.500 espectadores |  |

| Bandera de Francia   |
| Campeón US Colomiers |
| Primer título        |